# Alma Kreuter
Alma Kreuter (* 1906; † 2005) war eine deutsche Psychiatriehistorikerin, Autorin eines dreibändigen bio-bibliographischen Handbuchs über deutschsprachige Neurologen und Psychiater. Hauptberuflich war sie Lehrstuhlsekretärin.
Alma Kreuter war seit 1924 an der Psychiatrischen und Nervenklinik der Ludwig-Maximilians-Universität München und beteiligt am zwölfbändigen Handbuch der Geisteskrankheiten von Oswald Bumke (Springer 1928 bis 1939). 1946 bis 1952 war sie Sekretärin bei Georg Stertz und danach Chefsekretärin bei Kurt Kolle und an dessen Herausgabe von Große Nervenärzte (3 Bände, Stuttgart, Thieme Verlag, 1956 bis 1963) beteiligt. 1969 ging sie offiziell in den Ruhestand, blieb aber Archivarin der Klinik und baute das Archiv weiter aus.
Ihre in hohem Alter veröffentlichte Bio-Bibliographie ist mit 2427 Biographien die umfangreichste im deutschsprachigen Raum seit dem Werk von Bernhard Heinrich Laehr von 1900. Während sie selbst für sich in Anspruch nahm, auch von den Nationalsozialisten verfolgte und weniger bekannte Personen berücksichtigt zu haben, wurden vereinzelt Auslassungen in diesem Bereich und bei Psychoanalytikern, veraltete Quellen und vereinzelt Neigung zur Hagiographie bemängelt.

## Schriften
- Deutschsprachige Neurologen und Psychiater. Ein biographisch-bibliographisches Lexikon von den Vorläufern bis zur Mitte des 20. Jahrhunderts, 3 Bände, K. G. Saur 1996